# Anna Friel
Anna Louise Friel (Rochdale, Inglaterra, 12 de julio de 1976) es una actriz británica. Es conocida por haber interpretado a Charlotte «Chuck» Charles en la serie Pushing Daisies.

## Biografía

### Primeros años
Friel nació en Rochdale (Inglaterra). Asistió a la escuela Crompton House en High Crompton. Posteriormente estudió en The Oldham College. Friel se interesó en la actuación a una temprana edad y era elogiada continuamente por sus trabajos en eventos de talento locales.

### Carrera
A los trece años, Friel fue contratada para su primer trabajo como actriz profesional en la miniserie de Channel 4 G.B.H. Su actuación provocó que fuera contratada para aparecer en otros programas televisivos británicos, incluyendo Emmerdale. En 1992, se unió al elenco del serial de Channel 4 Brookside. Friel ganó el National Television Award a la actriz más popular por su trabajo en Brookside.
En 1996, Friel obtuvo mayor atención cuando apareció en el telefilme The Tribe de Stephen Poliakoff, la cual incluía desnudos y la escena de un trío sexual entre los personajes interpretados por Friel, Jonathan Rhys-Meyers y Jeremy Northam.
En 1998, apareció en la producción original de Broadway de la obra de Patrick Marber Closer en el Music Box Theatre. Friel ganó un Drama Desk Award y un Theatre World Award por su interpretación de Alice. En 2001, debutó en West End en una producción de Lulú.
Entre sus trabajos cinematográficos están Rogue Trader, The Land Girls, St. Ives, El sueño de una noche de verano, Timeline, Me Without You, Goal! y Goal II: Living the Dream.
En televisión, participó en la serie de Fox Broadcasting Company The Jury y en el telefilme de ITV 1 Watermelon. En 2007, Friel se unió al elenco de la serie de ABC Pushing Daisies.
En noviembre de 2006, Friel recibió un doctor honoris causa de la University of Bolton por sus contribuciones a las artes escénicas.

### Vida personal
En 2001, Friel inició una relación con el actor David Thewlis. La pareja tuvo una hija, Gracie Ellen Mary Friel, nacida en 2005. En diciembre de 2010, decidieron separarse.

## Filmografía
Película encierro de netflix 
- Encierro (2023)
- En un mundo de hombres (2020)
- Tomato Red (2016)
- I.T. (2016)
- Marcella (2016)
- The Master Cleanse (2016)
- Urban & the Shed Crew (2015)
- American Odyssey (2015, serie de TV)
- Kampen om tungtvannet (2015, miniserie)
- Having You (2013)
- The Look of Love (2013)
- The Vatican (2013, serie de TV)
- Public Enemies (2012, serie de TV)
- Sin límites (2011)
- Without You (2011)
- Come Fly with Me (2011)
- Treasure Guards (2011)
- Neverland (2011, miniserie)
- Conocerás al hombre de tus sueños (2010)
- Angel Makers (2010)
- London Boulevard (2010)
- The Street (2009, serie de TV)
- Land of the Lost (2009)
- Bathory (2008)
- Pushing Daisies (2007, serie de TV)
- Rubbish (2007)
- Goal II: Living the Dream (2007)
- Niagara Motel (2006)
- Irish Jam (2006)
- Goal! (2005)
- Perfectos extraños (2004, telefilme)
- Timeline (2003)
- Last Rumba in Rochdale (2003, cortometraje animado)
- Watermelon (2003, telefilme)
- Fields of Gold (2002, telefilme)
- Me Without You (2001)
- The War Bride (2001)
- The Fear (2001, serie de TV)
- An Everlasting Piece (2000)
- Sunset Strip (2000)
- Mad Cows (1999)
- Rogue Trader (1999)
- El sueño de una noche de verano (1999)
- St. Ives (1998, telefilme)
- The Tribe (1998, telefilme)
- The Stringer  (1998)
- Our Mutual Friend (1998, miniserie)
- The Land Girls (1998)
- Cadfael (1996, serie de TV, un episodio)
- Cuentos de la cripta (1996, serie de TV, un episodio)
- The Imaginatively Titled Punt & Dennis Show (1995, serie de TV, un episodio)
- Brookside (1992-1995, serie de TV)
- Medics (1993, serie de TV, un episodio)
- Emmerdale (1992, serie de TV)
- G.B.H. (1991, miniserie)